# Morvenn Vahl
Morvenn Vahl is een personage uit het tabletopspel Warhammer 40,000, ontwikkeld door Games Workshop. Ze werd geïntroduceerd in de negende editie van het legerboek Codex: Adepta Sororitas (2021) als de huidige Abbess Sanctorum van de Adepta Sororitas en een van de High Lords of Terra. 
Vahl werd gepresenteerd als een jonge en daadkrachtige leider die persoonlijk deelneemt aan de veldslagen van de Indomitus-kruistocht, gehuld in een geavanceerd Paragon Warsuit. Haar verschijning symboliseert een nieuwe, militante koers binnen de Ecclesiarchy.

## Achtergrond
Morvenn Vahl werd geboren op Terra, de heilige thuiswereld van de God-Imperator van de Mensheid, en groeide op in de schaduw van de Ecclesiarchale paleizen en monumenten. Vanaf jonge leeftijd werd haar vurige geloof en vastberadenheid opgemerkt door haar oversten binnen de Adepta Sororitas. In tegenstelling tot de meeste leden van haar orde koos Vahl voor een leven aan het front, waar zij haar toewijding aan de Imperator niet alleen in gebed, maar ook in daad bewees. Ze steeg snel in rang, niet door politieke intriges of connecties, maar door pure competentie, discipline en geloof.
Toen de positie van Abbess Sanctorum – de hoogste leider van de Adepta Sororitas – vacant werd tijdens de chaotische beginjaren van de Indomitus-kruistocht, koos de Ecclesiarchy verrassend genoeg voor de jonge Morvenn Vahl. Haar benoeming werd aanvankelijk met argwaan bekeken, zelfs door sommige leden van de Senatus Imperialis. Maar Vahl weigerde zich terug te trekken naar een veilige positie op Terra. In plaats daarvan nam zij het bevel op zich over een gevechtsgroep binnen de kruistocht, gekleed in een speciaal vervaardigde Paragon Warsuit genaamd Purgator Mirabilis, een zeldzaam oorlogsharnas ontworpen met technologie van de Adeptus Custodes.
Als Abbess bleef Vahl vechten aan de frontlinies — een ongebruikelijke keuze voor een Hoge Heer van Terra. Haar verschijning op het slagveld, met haar Lance of Illumination in de hand, werd al snel een symbool van rechtvaardige toorn en heilige kracht. Haar bevelen leidden tot zuiveringen van ketterse enclaves, het heroveren van heilige relieken en het vernietigen van xenos-bedreigingen door het hele Segmentum Pacificus.
Tijdens de campagnes van Fleet Secundus speelde ze een cruciale rol bij het heroveren van de wereld Terra Secundus, waar haar bevel en persoonlijke inzet duizenden levens redde en de moraal van het keizerlijke leger herstelde. Haar tactische scherpzinnigheid, gecombineerd met haar onverzettelijke geloof, maakten haar zowel gevreesd als bewonderd — door bondgenoten en vijanden.

## Miniatuur en spelregels
Morvenn Vahl werd voor het eerst uitgebracht als miniatuur in mei 2021, gelijktijdig met de negende editie van Codex: Adepta Sororitas. Het model werd volledig in plastic gegoten en toont Vahl in haar imposante Paragon Warsuit Purgator Mirabilis. Ze is afgebeeld in een frontale, bevelende pose, met haar Lance of Illumination geheven en haar Paragon-wapensysteem Righteous Wrath prominent gemonteerd op de schouder. De miniatuur is rijk aan details, waaronder heilige zegels, gravures van de Ecclesiarchy en een in reliëf aangebracht borstbeeld van de God-Imperator op haar pantser. Ze is iets groter dan standaard Sororitas-modellen, passend bij haar status als commandant in een Paragon Warsuit.
In de spelregels van Warhammer 40,000 vertegenwoordigt Morvenn Vahl een unieke HQ-keuze voor het leger van de Adepta Sororitas. Ze is geclassificeerd als een Lord of War, maar telt niet mee voor de standaard restricties van deze slotcategorie zolang ze deel uitmaakt van een Adepta Sororitas‑detachement. Vahl is uitgerust met een combinatie van aanvallende en defensieve vaardigheden die haar uitzonderlijk maken in zowel gevechten als legerleiding.
Haar Paragon Warsuit geeft haar een verhoogde Toughness en een verbeterde invulnerable save, wat haar uitzonderlijk duurzaam maakt. Met haar Lance of Illumination voert ze krachtige mêlee-aanvallen uit die door pantser snijden, terwijl haar twin multi-melta Righteous Wrath haar in staat stelt om ook zware gepantserde doelen vanop afstand te vernietigen. Haar belangrijkste troef is echter haar bevelstructuur: ze kan elk geallieerd CORE-eenheid in de Adepta Sororitas een van drie unieke Decrees of the Abbess laten uitvoeren, waaronder tactische herpositionering, herrollen van dobbelstenen of het verhogen van de efficiëntie van Acts of Faith.
Morvenn Vahl is in zowel verhalende als competitieve lijsten een krachtige centerpiece-eenheid. Dankzij haar mobiliteit, survivability en commandovaardigheden is ze geliefd bij spelers die hun leger rond een thematische, geloofsgetrouwe kern willen bouwen. Hoewel ze kostbaar is in punten, maakt haar veelzijdigheid haar tot een solide investering in vrijwel elk type lijst binnen de Adepta Sororitas-fractie.
Net als Saint Celestine wordt Morvenn Vahl regelmatig gebruikt in promotiemateriaal van Games Workshop en fungeert ze als visueel boegbeeld van de moderne Sororitas‑reeks. Haar miniatuur wordt geprezen om haar evenwicht tussen gotische grandeur en functionele oorlogsinstrumenten, en geldt als voorbeeld van het hoge niveau van detail in recente Warhammer 40K‑uitgaven.

## Overige verschijningen
Morvenn Vahl verschijnt als speelbare kaart in het digitale kaartspel Warhammer Combat Cards. In deze strategische game, beschikbaar op mobiele platforms en PC via Steam, stellen spelers decks samen met iconische personages uit het Warhammer 40,000-universum. Morvenn Vahl maakt hierin deel uit van de factie Adepta Sororitas. Haar kaart toont haar in volledige Paragon Warsuit, gewapend met haar Lance of Illumination en het zware wapensysteem Righteous Wrath. Binnen het spel fungeert ze als een krachtige leiderseenheid, met vaardigheden die zich richten op versterking van nabijgelegen zusterkaarten en het activeren van geloofsgerelateerde bonussen. Haar rol weerspiegelt haar status als Abbess Sanctorum op het tabletopveld: een robuuste frontlinieleider die zowel vecht als inspireert.
Morvenn Vahl verschijnt in Warhammer 40,000: Tacticus, een mobiele strategiespel uitgebracht in 2022 voor Android en iOS. Ze is een speelbaar personage binnen de factie Adepta Sororitas en kan worden vrijgespeeld tijdens speciale evenementen of via in-game rekruteringsmechanismen. In het spel behoudt ze haar status als Abbess Sanctorum, met vaardigheden die zijn geïnspireerd op haar tabletopprofiel, waaronder Sanctorum Missile, een verwoestende afstandsaanval met gebiedsschade, en Righteous Repugnance, een passieve vaardigheid die extra mêlée‑schade toebrengt en kans biedt op geloofsgebaseerde bonussen. Vahl fungeert als een robuuste frontlinie-eenheid die zowel schade uitdeelt als geallieerde troepen strategisch versterkt.